# Elifba ábécé
Az elifba ábécé (albánul: Elifbaja, oszmán török írással: الفبا, romanizált átírással: Elifbâ) az albán nyelv fő írásrendszere volt az Oszmán Birodalom idején, a 14. századtól 1911-ig. Az albán nyelv írására az arab eredetű oszmán török írásnak ezt az albán nyelv számára kidolgozott változatát használták. Az elifbaja írás utolsó változatát Rexhep Voka (1847–1917), 
az albán nemzeti újjászületési mozgalom jelentős alakja találta ki.

## Története

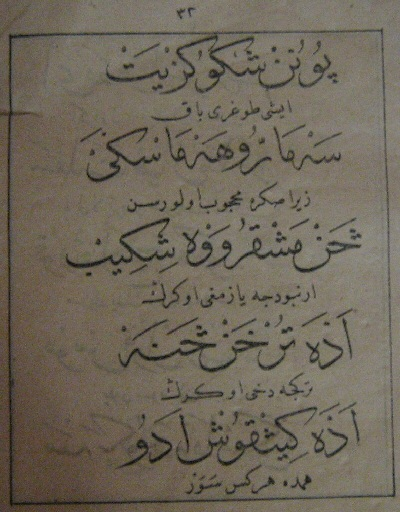
Egy oldal Daut Boriçi 1861-ben megjelent könyvéből

Az oszmán török írást elsősorban az albán muszlimok kedvelték, de néhány keresztény is használta. Különösen a bejtedzsi költészetben használták, 1861-ben Konstantinápolyban Daut Boriçi mullah, a Prizreni Liga egyik jeles tagja kiadta az albán nyelv arab betűs alapkönyvét.
1909 és 1910 folyamán az Ifjútörök mozgalom albán támogatói az arab ábécé használata mellett foglaltak állást, mivel a latin betűs írást iszlámellenesnek tartották. Elbasanban muszlim papok tüntetést szerveztek az arab írás mellett, és azt mondták híveiknek, hogy a latin írás használata hitetlenné teszi őket. 1911-ben az ifjútörökök felhagytak a latin ábécé elleni ellenállásukkal, így albániában is a latin ábécét fogadták el. 
Az arab írás kiejtésének kétértelműségét kiküszöbölendő, Rexhep Voka kifejlesztett egy 44 mássalhangzóból és magánhangzóból álló, testre szabott arab ábécét, amelyet 1911-ben tett közzé. A manasztiri kongresszus miatt azonban már alig használták. Tiranli Fazli ezután ezt az írást használta egy harminckét oldalas nyelvtankönyv kiadásához. Abban az időben csak egyetlen albán újság jelent meg arab betűkkel, és az is csak rövid ideig. Függetlenül attól, hogy milyen írással jelentek meg, az ilyen anyagok erősítették az albán nemzeti öntudatot.

## Fordítás
- Ez a szócikk részben vagy egészben  az   Elifba alphabet című angol Wikipédia-szócikk ezen változatának fordításán alapul.  Az eredeti cikk szerkesztőit annak laptörténete sorolja fel. Ez a jelzés csupán a megfogalmazás eredetét és a szerzői jogokat jelzi, nem szolgál a cikkben szereplő információk forrásmegjelöléseként.